# Східний коридор, або рекет по...
«Східний коридор, або рекет по…» (інша назва: «Рекет по-середньоазіатському») — радянський двосерійний художній фільм 1990 року, знятий режисером Болатом Омаровим.

## Сюжет
У старовинному замку, резиденції місцевої мафії, Господар чекає на зустріч із представниками «вищої інстанції». Недовіра один до одного призводить до кривавого єдиноборства героїв.

## У ролях
- Рустам Уразаєв — Султан (озвучив Андрій Градов)
- Ашир Чокубаєв — Господар
- Матлюба Алімова — Лінда
- Байтен Омаров — Ситий (озвучив Дмитро Матвєєв)
- Венера Нігматуліна — Сауле
- Дімаш Ахімов — Вася
- Ігор Класс — Москвич
- Віктор Васильєв — Транзистор
- Мухтар Бахтигереєв — Склеп (озвучив Юрій Саранцев)
- Володимир Єпископосян — Горець
- Сагі Ашимов — Король
- Микола Сморчков — Іван Іванов
- Василь Будишевський — епізод
- С. Решедько — епізод
- В. Деньчик — епізод
- А. Саханський — епізод
- В. Данилов — епізод
- Микола Сулімовський — епізод
- Ю. Іванов — епізод
- Л. Брцієва — епізод
- Сергій Сілкін — бандит
- О. Сьомін — епізод
- Геннадій Патік — епізод
- В. Погребков — епізод
- Я. Клименко — епізод
- В. Завородько — епізод
- Дмитро Полонський — епізод

## Знімальна група
- Режисер — Болат Омаров
- Сценарист — Володимир Дегтярьов
- Оператор — Бек Бахтибеков
- Композитор — Олександр Зацепін
- Художник — Тетяна Філатова